# 斯图亚特王朝复辟
斯图亚特王朝复辟是英国1660年到1688年之间的一段历史时期。1660年，英格兰君主复辟。理查德·克伦威尔执政的共和时期结束，查理二世重登王位，在国会中恢复设置主教，建立严格的英国国教式政权，复辟时期也包括詹姆斯二世时代，以扩大殖民地贸易为特征，并发生英荷战争，英国的戏剧与文学也重新复兴。